# Devil's Deception
Devil's Deception, in Giappone Kokumeikan (刻命館?) e in Nord America Tecmo's Deception: Invitation to Darkness, è un videogioco strategico sviluppato e pubblicato dalla Tecmo nel 1996 per PlayStation. Rappresenta il primo videogioco della serie Deception.
Diversi elementi di questo gioco, tra cui la prospettivi in prima persona, i riferimenti a Satana, il livello di personalizzazione del castello e gli elementi da gioco di ruolo, sono stati abbandonati nei sequel.

## Trama
Il giocatore assume il ruolo di un uomo ingiustamente condannato che al momento della sua morte fa un patto con Satana per evitare il suo destino. Esso dona al giocatore il comando del Castello dei dannati, una fortezza che attira una vasta gamma di visitatori. Viene data al giocatore la possibilità di uccidere i visitatori oppure di farli scappare, anche se la scelta comporta le conseguenze differenti: per esempio, è possibile uccidere due genitori che si sono recati al castello per cercare una cura per la figlia oppure farli scappare per informare gli altri della presenza demoniaca nella fortezza. Inoltre, in alcuni casi uccidere è il solo mezzo per guadagnare dei punti magia o del denaro per costruire nuove trappole.

## Modalità di gioco
Deception è un gioco d'azione con elementi tipici dei giochi di ruolo, ricordando altri titoli simili come Night Trap and Double Switch. L'obiettivo principale del videogioco è eliminare gli intrusi del castello tramite il posizionamento e l'attivazione di trappole, lasciando però al giocatore la libera scelta di farli scappare oppure ucciderli. 
Il gameplay è proposto in visuale 3D e in prima persona per il giocatore, con il posizionamento di trappole all'interno del castello e l'attivazione a contatto. Siccome il protagonista è disarmato, il suo compito, dopo aver posizionato le trappole nelle varie stanze, è condurre i malcapitati sopra di esse facendosi inseguire. Dopo la sua attivazione la trappola viene distrutta. È inoltre possibile aggiungere nuove stanze al castello, aumentando quindi il livello di personalizzazione.
Le trappole sono divise in tre tipi: quelle che uccidono, quelle che catturano e quelle che confondono. Sono presenti oltre 30 trappole, come "spuntoni del dolori" (Spikes of Pain), il "quadrato della prigionia" (Square of Confinement), la "trappola a fossa" (pit trap) o quella ad "artigli" (Magic Claw). Tutte le trappole possono essere migliorate e potenziate nel corso del gioco. È inoltre possibile sfruttare diversi oggetti o arti dei cadaveri per creare delle creature mostruose, come zombie, lupi mannari, draghi e demoni. In Monster Rancher, videogioco della Tecmo, è possibile creare un mostro di Devil's Deception utilizzando il CD.

## Personaggi
Principe di Zemekia
È il protagonista senza nome, il principe del regno di Zemekia, che al ritorno di un lungo viaggio scopre che suo padre è stato assassinato da suo fratello Yurias. Il protagonista viene incolpato dal fratello e al momento della sua esecuzione capitale decide di stringere un patto con Satana, che gli offre il Castello dei dannati.
Satana
Lo scopo finale del gioco è far risorgere l'oscuro signore e ottenere i suoi immensi poteri.
Astarte
È la messaggera di Satana, colei che ha salvato la vita al personaggio negli ultimi momenti.
Anime
Le anime catturate uccidendo i visitatori del castello possono essere scambiate per punti magici o per soldi. Inoltre i cadaveri ottenuti possono essere riassemblati per creare delle creature mostruose.
Visitatori
I visitatori si recano al castello per svariati motivi, tra cui cercare di prendere il posto del personaggio come re del castello oppure per sconfiggere il giocatore e distruggere il luogo maledetto.
Yurias
Yurias è il nuovo re di Zemekia. Fratello del protagonista, lo ha condannato per la morte del padre, quando in realtà era stato lui ad ucciderlo. È così riuscito ad ottenere il trono e la promessa sposa del protagonista.
Fiana
È la principessa del regno vicino di Angelio, promessa sposa del protagonista e ora tenuta prigioniera da Yurias.
Ardebaran
È il primo re del Castello dei dannati, che viene ucciso dal protagonista all'inizio del gioco.

## Accoglienza
Il gioco è stato ben accolto dalla critica. GameRankings ne ha dato un punteggio di 66.67%, Game Informer di 6.5/10 mentre Allgame di 4.5/5, lodando l'ambientazione gotica, la libertà di scelta all'interno della trama e longevità del gioco anche dopo averlo completato la prima volta.
Nel 1997, poco dopo l'uscita del titolo, IGN ne ha dato un punteggio di 7/10, esaltando l'aspetto grafico e musicale così come l'unione di elementi di gioco di ruolo, d'azione e horror, mentre in un articolo del 2008 ne ha lodato l'ambientazione satanica e la prospettiva in prima persona.